# Pseudoligosita marilandia
Pseudoligosita marilandia is een vliesvleugelig insect uit de familie Trichogrammatidae. De wetenschappelijke naam is voor het eerst geldig gepubliceerd in 1917 door Girault.